# Трансцендентальная философия
Трансцендентальная философия, или трансцендентализм, — это 
1) теоретико-познавательная позиция, 
2) американское литературно-философское движение середины XIX века, 
3) широкое историко-философское направление, ставящее в центре внимания понятие трансцендентального и отчасти трансцендентного, занимающееся выяснением условий и границ нашего познания, условием объективности и интерсубъективности знания и познания, имеющее тесную связь с онтологией и метафизикой. 
Трансцендентальная философия есть трансцендентализм в узком смысле слова, то есть трансцендентализм, осуществленный на уровне его основных идей целостно и систематически. Наиболее важным для трансцендентальной философии является проблема интерпретации того, что есть опыт, что есть доопытное, или априорное, знание, проблема соотношения трансцендентного и трансцендентального.

## Предмет и задачи
Как пишет И. Кант, «трансцендентальным [называется] всякое познание, занимающееся не столько предметами, сколько нашим способом познания предметов, поскольку это познание должно быть возможным а priori» (В 25; ср. с: [1, с.44]). Понятие же «трансцендентального метода» появляется значительно позже, в работе неокантианца Германа Когена «Теория опыта И. Канта». При этом трансцендентальный подход/метод предполагает «переключение» философского исследования с предметов на человеческий способ познания, или исследование «человеческой способности познания», при полагании того, что в человеческом знании содержатся априорные компоненты. Сам Кант соотносит (противопоставляет) человеческий способ познания с божественным, различие между которыми состоит в том, что божественный Ум представляет собой интуитивный рассудок, а наш Ум является дискурсивным рассудком («вторым стволом познания» по Канту) и предполагает обязательное наличие первой ступени («первого ствола») познания — чувственности, посредством которой мы воспринимаем внешний (трансцендентный) мир.
Эрнст Кассирер определил специфику человека в качестве «символического животного», поскольку только человеческое сознание помещает между собой и реальностью особое «символическое пространство». Тем самым человеческое познание отличается от животного. Точнее, животная психика не «познает» (в точном смысле слова) мир, а просто живет в нём; человеческое же сознание создает особое познавательное пространство, которое можно назвать трансцендентальной (квази)реальностью. Именно она и является предметом исследования трансцендентальной философии. Более конкретной задачей трансцендентальной философии является: 1) выявление априорного компонента знания и определение его эпистемологического статуса в рамках этого трансцендентального «пространства» [познания]; 2) проведение точной границы между априорным и апостериорным; 3) выявление специфики различных способов познания, каковыми выступают естественнонаучное («физическое»), математическое и философское (метафизическое) познание (эти типы знания были выделены ещё в античности Аристотелем).
Можно сказать, что трансцендентализм полагает наличие особого — трансцендентального — слоя, который находится между внешней (объективной, трансцендентной) и внутренней (субъективной, имманентной) реальностями. Вопрос об онтологическом статусе этого слоя разные представители трансцендентализма решали по-разному. Если Кассирер определял его в качестве особого «символического пространства» познания, то Э. Гуссерль (как создатель феноменологического трансцендентализма) определял этот трансцендентальный слой в качестве интенциональной реальности. А современные трансценденталисты (в рамках аналитической традиции) трактуют его как пространство нашего языка/культуры (тезис о социокультурной обусловленности научного знания).

## История трансцендентальной философии
В развитии трансцендентализма (соответственно, трансцендентальной философии науки) можно выделить четыре этапа. Первый этап — трансцендентальная философия самого Канта, которая породила традицию немецкого трансцендентального идеализма (Фихте, Шеллинг, Гегель).
Второй этап — неокантианство и трансцендентальная феноменология начала XX в.
Третий этап — трансценденталисты второй половины XX в. в рамках постпозитивистской и аналитической философии (науки), к которым можно отнести таких американских мыслителей как У. Куайн, У. Селларс (критика мифа Данного), Х. Патнем (концепция «внутреннего реализма»), Д. Дэвидсон (идея «концептуальной схемы»). Во многом этот этап связан с поворотом к языку, то есть с именами Л. Витгенштейна, Р. Карнапа и, особенно, Ч. Пирса, который является одним из основателей американского прагматизма. В рамках этого этапа трансцендентальный подход Канта соотносится с трансцендентальной аргументацией (или трансцендентальной логикой, трансцендентальной дедукцией). Вместе с тем в это же время возникает и ещё одна разновидность трансцендентализма — трансцендентальная прагматика (К.-О. Апель).
Четвёртый, современный этап, развития трансцендентализма (конец ХХ — начало XXI вв.) связан с восходящей к Канту установкой эпистемологического конструктивизма (В. Лекторский): вещь не «дана», а «задана» активностью нашего Ума (ср. с коперниканским переворотом Канта). Среди современных течений/представителей можно выделить: программу эрлангенского конструктивизма (П. Лоренцен), радикальный конструктивизм (У. Матурана), социальный конструктивизм.
Несмотря на серьёзные концептуальные различия как между историческими фазами, так и внутри различных концепций, общей для них является трансцендентальная установка: исследование нашей познавательной способности и анализ не-эмпирических компонентов нашего знания, которые выступают как трансцендентальные условия нашей познавательной активности, в том числе и научного знания.
В нашей стране одна из попыток развития трансцендентализма осуществляется в рамках интернет-форума «Современный трансцендентализм».